# Terry Britten
Pour les articles homonymes, voir Britten.
Terry Britten, né en 1947 à Manchester (Royaume-Uni), est un auteur et chanteur australo-britannique. Il connaît une carrière prolifique dans le domaine de la pop et du rock. Il a écrit pour des artistes tels que Tina Turner, Cliff Richard, Olivia Newton-John, Michael Jackson, etc.,
Ancien membre du groupe australien The Twilights, il s'établit à Londres en 1970, année où il écrit son premier hit, le titre Carolina pour James Royal. Il travaille ensuite pour différents interprètes, et plus régulièrement pour Cliff Richard (de 1976 à 1979). Ses plus grands succès sont ceux écrits pour Tina Turner, avec laquelle il a collaboré pour les albums Private Dancer (1984), Break Every Rule (1986), Simply the Best (1991), What's Love Got to Do with It (1993), Wildest Dreams (1996) et Twenty Four Seven (1999).
Il remporte un Grammy Awards avec la chanson What's Love Got to Do with It de Tina Turner en 1984 et a reçu beaucoup d'autres nominations.
Ses musiques sont utilisés dans des films comme Mad Max : Au-delà du dôme du tonnerre en 1985, ou bien dans des séries comme K2000.

## Chansons
- 9.50 - The Twilights
- Absolutely Nothing's Changed – Tina Turner
- Afterglow - Tina Turner
- Age of Consent – Ronnie Burns
- Always - Cliff Richard
- Am I Fooling Myself - Dan Hill
- Appeal – Marty Rhone (en)
- Bang Bang – BA Robertson (en)
- Baptized -Lenny Kravitz
- Carolina - James Royal
- Carrie - Cliff Richard
- Cathy Come Home - The Twilights
- Celestial Houses - Cliff Richard
- Change of Heart - Diana Ross
- Circus - Lenny Kravitz
- Cities May Fall - Cliff Richard
- Count Me Out - Cliff Richard
- Devil Woman - Cliff Richard
- Do What You Do - Tina Turner
- Doing Fine - Cliff Richard
- Don't Push Me to My Limit - Vivienne McKone
- Don't Talk - Hank Marvin
- Everybody Move - Cathy Dennis
- Fallin' in Luv - Cliff Richard
- Free My Soul - Cliff Richard
- Getting Away with Murder - Meat Loaf
- Give It Up (Old Habits) - Hall & Oates
- Golden Days - Bucks Fizz
- Goose Bumps – Christie Allen (en)
- Happy Ending – The Peter Cupples Band (from The Pirate Movie)
- Heart User - Cliff Richard
- Heaven Help - Lenny Kravitz
- He's My Number One – Christie Allen
- Hot Shot - Cliff Richard
- How Can I Live Without Her – Christopher Atkins
- I Bless The Day - Mica Paris (en)
- I Want You Near Me - Tina Turner
- I Wish You'd Change Your Mind - Cliff Richard
- If I Never See You Again - Marti Pellow
- Jam Side Down – Status Quo
- Joseph - Cliff Richard
- Just Good Friends - Michael Jackson et Stevie Wonder
- Language of Love - Cliff Richard
- Love Make Me Strong - Olivia Newton-John
- Must Be Love - Cliff Richard
- My Luck Won't Change - Cliff Richard
- Never Say Die (Give a Little Bit More) - Cliff Richard
- Now – Quartet
- Old Habits Die Hard – Dusty Springfield
- Once in a Lifetime Love – Carl Anderson
- One Times, Two Times, Three Times, Four – Zoot
- No One Can Love You More Than Me - The Weather Girls
- One Times Two Times Three Times Four - Rick Springfield
- Rain, Tax (It's Inevitable) - Céline Dion
- Rise Up - Cliff Richard
- Sailing – Zoot
- Sci-fi – Cliff Richard
- See How The Love Goes - The Pointer Sisters
- She's Trouble - Musical Youth
- Show Some Respect - Tina Turner
- Something Beautiful Remains  - Tina Turner
- Soul Inspiration - Anita Baker
- Spider Man - Cliff Richard
- Stay Awhile - Tina Turner
- Storm Warning - Bonnie Raitt, Bob James
- Straight to the Heart - Crystal Gayle
- Takes a Woman to Know - Lisa Stansfield, No Angels
- The Best is Yet to Come - Marilyn Martin
- The Golden Days are Over - Cliff Richard
- The Radio Was Playing Johnny Come Lately - Colin Blunstone
- The Trouble with Me is You - Hank Marvin
- Till The Right Man Comes Along - Tina Turner
- Toughen Up - Olivia Newton-John
- Trouble - Michael Jackson (titre non retenu de l'album Thriller)[5]
- Twiddle-e-dee – The Avengers
- Two People - Tina Turner
- Typical Male - Tina Tuner
- Under Fire – Jackie
- Under Lock and Key – Cliff Richard
- Walking in the Light – Cliff Richard
- We Don't Need Another Hero - Tina Turner
- We Got All Night - America
- We Got Love - The Real Thing
- What You Get Is What You See - Tina Turner
- What's Love Got to Do with It - Tina Turner
- While She's Young - Cliff Richard
- Willpower - Taylor Dayne
- Yes He Lives - Cliff Richard
- You Belong To Me - Anita Baker
- You Got me Wondering - Cliff Richard
- You Know That I Love You - Cliff Richard